# الکس واتسن
الکس واتسن (انگلیسی: Alex Watson؛ زادهٔ ۵ آوریل ۱۹۶۸) یک بازیکن فوتبال اهل بریتانیا است.
از باشگاه‌هایی که در آن بازی کرده‌است می‌توان به باشگاه فوتبال تورکی یونایتد، باشگاه فوتبال کلیودون پارک، باشگاه فوتبال جیلینگام، باشگاه فوتبال اکستر سیتی، باشگاه فوتبال دربی کانتی، باشگاه فوتبال لیورپول و باشگاه فوتبال ای. اف. سی بورنموث اشاره کرد.